# 2906 Калтех
2906 Калтех (2906 Caltech) — астероїд головного поясу, відкритий 13 січня 1983 року.
Тіссеранів параметр щодо Юпітера — 2,978.